# Eugénie Kiritchenko
Eugénie Kiritchenko (Евгения Ивановна Кириченко), née le 5 janvier 1931 à Kharkov (Ukraine) et morte le 1er juillet 2021 à Moscou, est une historienne russe de l'architecture, historienne d'art, académicienne auprès de l'Académie russe d'architecture et des sciences de la construction, membre honoraire de l'Académie russe des beaux-arts, lauréate du prix d'État de la fédération de Russie.

## Biographie
E. Kiritchenko est née dans une famille d'ingénieurs civils de l'aciérie de Zaporojia. Son père, Ivan Kiritchenko, est lauréat du Prix Staline pour des travaux sur un alliage fer-tungstène. Durant son enfance, elle souffre de l'occupation allemande, de la faim. Sa mère est envoyée au front. En 1953, elle fait ses études d'historienne d'art au MGU l'université de Moscou, puis elle poursuit celles-ci à l'Institut de recherche et d'histoire de l'architecture et d'urbanisme. Elle est le professeur de Mikhaïl Iline, de Piotr Maksimov.
Les activités de Kiritchenko sont liées au Musée d'État d'architecture A. V. Chousev, et à différents instituts de recherches de Moscou sur l'architecture et l'urbanisme.
Elle est candidate en architecture (1964), docteur en histoire de l'art (1990), lauréate du prix de l'État de la fédération de Russie (1998), membre du Conseil des architectes de Russie.
Elle est l'auteure de plus de trente monographies et livres, ainsi que de plus de 300 articles scientifiques publiés.
Elle est reprise comme personnalité de l'année dans l'encyclopédie « homme de l'année » en (2004), et dans le «Who is who en Russie» (Suisse (2006).

## Œuvre
En 1960, après la présentation de son mémoire sur l'architecture russe des  XVIIIe siècle-XIXe siècle, elle commence ses premières recherches sur l'architecture en Espagne en Suisse, au Canada, au Portugal, dans les pays des Balkans, en Amérique latine. L'ensemble de ses travaux sur ces sujets sera repris dans une collection intitulée « Histoire générale de l'architecture, et dans une monographie de l'auteure « Trois siècles en Amérique Latine » (1972).
Les travaux de Kiritchenko ont permis de découvrir dans l'histoire de l'art et dans la pratique architecturale des domaines qui n'étaient pas encore explorés pour les périodes de l'éclectisme, de l'Art nouveau. Ses recherches présentent la particularité de couvrir non seulement les œuvres les plus réputées dans le domaine de l'architecture mais aussi de s'ouvrir  à l'architecture de masse destinée à l'étude de la construction des immeubles d'habitations.
Les travaux de Kiritchenko ont permis l'étude, la conservation, la restauration de nombreux édifices architecturaux. Ce qui lui a permis d'être en contact avec d'autres architectes et historiens spécialisés, d'apporter son aide au sein d'un large groupe de professeurs réputés, de réaliser des expertises, de donner des conseils, des conférences scientifiques en Russie mais aussi en Allemagne, ne Italie, en France, en Pologne Elle était au centre du mouvement, apparu dans les années 1980, qui s'est orienté vers une étude approfondie des édifices de l'architecture ancienne en Russie.
Sa monographie intitulée « Architecture russe des années 1830 aux années 1910 » (1978) obtient un franc succès. Kiritchenko consacra aussi 6 livres et 30 articles à l'œuvre de Franz Schechtel. Elle est également connue dans la communauté scientifique pour ses recherches sur l'histoire et la restauration de la cathédrale du Christ-Sauveur de Moscou.
Une série de travaux de Kiritchenko sont consacrés à l'analyse du problème de la définition et de l'évolution du concept d'architecture « nationale » en Russie. Son livre Le Style russe est paru d'abord à Londres, puis à New York, à Munich et enfin à Moscou ; elle obtient pour celui-ci le prix du meilleur ouvrage de recherche étrangère aux États-Unis. L'auteur se tourne ensuite vers les problèmes de sémantique en architecture et dans les ensembles de nouveaux styles en particulier, comme les monuments dédiés à la mémoire collective du peuple russe. Dans cette optique, elle publie une monographie intitulée l' « Histoire de Russie scellée » en 2 tomes (2001).
Une place particulière est réservée dans les travaux de l'auteure à l'architecture des provinces, à l'analyse des particularités des ensembles des petites villes russes et des domaines de campagne. Elle est l'une des initiatrices de la Société d'étude des propriétés de campagne et deux de ses ouvrages les plus remarquables sur ces sujets sont ses livres : « La province russe » (1997) et « Architecture des domaines russes » (1998), (ouvrages collectifs).
Eugénie Kiritchenko a dirigé le projet d'étude de l'histoire de l'urbanisme à l'époque du capitalisme en Russie, dont elle est l'auteure principale et qui a abouti à la rédaction de trois tomes sous le titre « Urbanisme de la Russie du milieu du XIXe siècle au début du XXe siècle ». Cet ouvrage lui a valu le Prix Guntov de l'académie des architectes de Russie, le prix de la ville de Moscou et le prix du gouvernement de la fédération de Russie.

## Prix hors de Russie
- Diplôme de l'institut américain d'architecture pour la version anglaise de son livre «The Russian Style» London.